# 要法寺 (高知市)
要法寺（ようほうじ）は、高知県高知市筆山町にある日蓮宗の寺院。山号は神力山。旧本山は身延山久遠寺、通師法縁。立正大師日蓮真筆の法華曼荼羅を祀る。

## 歴史
長禄2年（1458年）神通院日仁を開山に尾張国苅安賀（現在の愛知県一宮市）に創建された。天正13年（1585年）山内一豊が近江国長浜城（現在の滋賀県長浜市）の城主となったため、要法寺も城下に移転した。このとき、山内家の菩提寺となった。天正18年（1590年）山内一豊が遠江国掛川城（現在の静岡県掛川市）に転封したため、再び移転。慶長6年（1601年）山内一豊に従い土佐国浦戸城（現在の高知県）下に移転、慶長8年（1603年）要法寺町に移る。貞享4年（1687年）大火で諸堂を焼失、元禄元年（1688年）現在地に移転した。

## 旧末寺
日蓮宗は昭和16年（1941年）に本末を解体したため、現在では、旧本山、旧末寺と呼びならわしている。
- 大正山養運寺(呉市西中央)
- 一乗山妙修寺(高知市筆山町)
- 泰照山寶蔵寺(高知市北高見町)
- 鷲頭山壽仙院(高知市種崎中区)
- 華園山善法寺(高知県吾川郡仁淀川町土居甲)
- 吉祥山藤榮寺(南国市後免町)
- 圓徳山淨眼寺(安芸市西浜)

## 参考資料
- 日蓮宗寺院大鑑編集委員会『宗祖第七百遠忌記念出版 日蓮宗寺院大鑑』大本山池上本門寺 (1981年)

## 関連寺院
- 蓮照寺